# 拉古尼亞斯
拉古尼亞斯（西班牙語：Lagunillas），是玻利維亞东部聖克魯斯省科迪勒拉县的市鎮，并为该县的县府所在地。處於省会聖克魯斯以南277公里，海拔高度917米，每年平均降雨量約900毫米，2011年人口数量为5,921人。